# Léon Feer
Henri-Léon Feer (Rouen, 22 november 1830 - Parijs, 10 maart 1902) was een Frans tibetoloog, sinoloog en Indiakundige.
Feer werd professor aan de École des langues orientales in 1864 toen hij Philippe Édouard Foucaux opvolgde voor de leerstoel Tibetaans. Hij was adjunct-conservator voor de afdeling manuscripten van de Bibliothèque nationale de France en lid van de raad van de Société académique indo-chinoise.
Henri Feer was gespecialiseerd in het Tibetaans en Sanskriet en beheerste daarnaast het Mongools en Pali. Naast boeken publiceerde hij artikelen in talrijke tijdschriften en hij vertaalde veel oude teksten waaronder de Tibetaanse Kangyur.